# Giovanni d'Orléans (duca di Guisa)
Giovanni d'Orléans (Jean Pierre Clément Marie d'Orléans; Parigi, 4 settembre 1874 – Larache, 25 agosto 1940), noto con il titolo di duca di Guisa, dal 1926 al 1940 è stato  pretendente unionista al trono di Francia col nome di Giovanni III.

## Biografia

### Infanzia

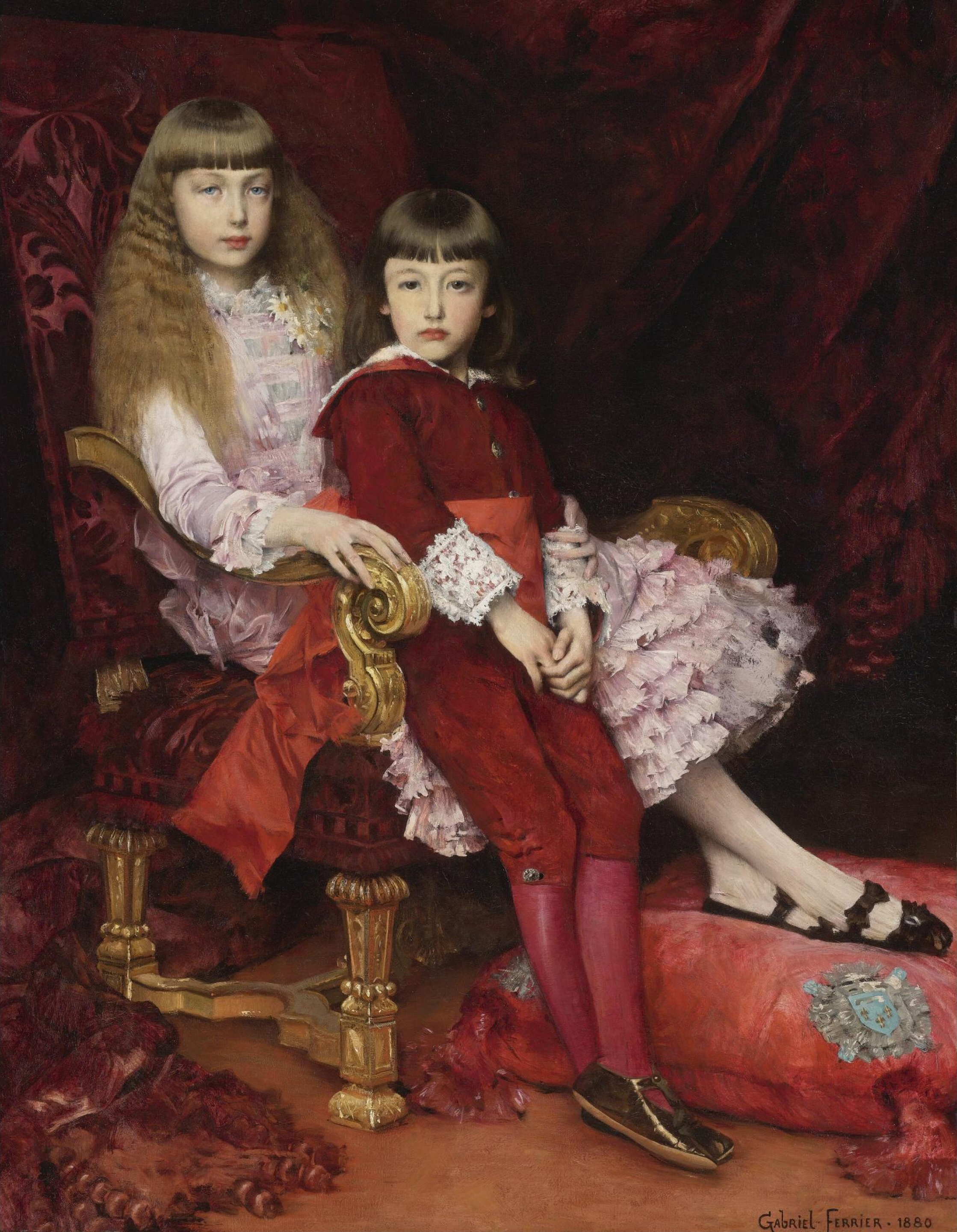
Il principino Giovanni ritratto con la sorella Margherita da Gabriel-Joseph-Marie-Augustin Ferrier

Pronipote di  Luigi Filippo re dei Francesi e figlio di Roberto d'Orléans (1840-1910), duca di Chartres, e di Francesca Maria d'Orléans (1844-1925), Giovanni di Guisa è anche il genero e il cognato di due altri pretendenti della Casa d'Orléans: Filippo VII e Filippo VIII.

### Matrimonio

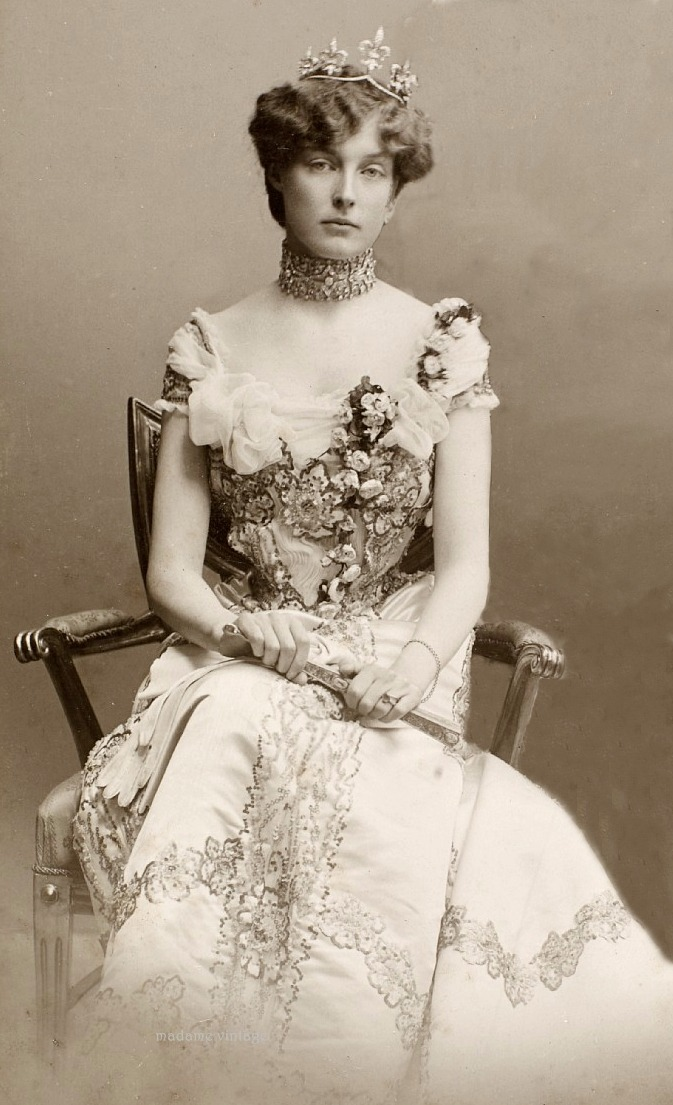
Isabella d'Orléans fotografata da Carl Sonne negli anni '10 del Novecento

Il 30 ottobre 1899, Giovanni sposa a Kingston-sul-Tamigi la cugina Isabella d'Orléans (1878-1961) ed in questa occasione riceve dal cognato il titolo di cortesia di "duca di Guisa" con il quale resterà noto.
Dall'unione nascono quattro figli.

### Capo della Casa d'Orléans

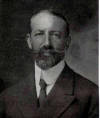
Giovanni, duca d'Orléans e di Guisa in una fotografia d'epoca

Nonostante la legge d'esilio del 1886, Giovanni d'Orléans può vivere e risiedere nel suo paese fino al 1924, quando tutti i principi che lo precedono nella linea di successione scompaiono senza lasciare altri eredi.
Essendogli precluso il servizio militare in patria, decide di apprendere il mestiere delle armi in Danimarca dove abitava il cognato, il principe Valdemaro di Danimarca.
Di fiero spirito patriottico, nel 1909, con l'intento di contribuire all'espansione oltremare del proprio paese, si trasferisce con la famiglia in Marocco, dove la Francia opera ad estendere la propria influenza. Nel 1910 i Duchi di Guisa si stabiliscono a Larache: nel 1912, a seguito degli accordi di spartizione tra le potenze europee, la casa di Larache si trova sotto il protettorato spagnolo, mentre le tenute agricole ricadono sotto quello francese.

### Prima guerra mondiale
Allo scoppio della prima guerra mondiale, gli è impedito di servire nell'esercito francese o degli alleati; egli dunque collabora con la Croce Rossa francese, e ciò gli vale la "Croix de guerre 1914-1918".
Nel 1915 il governo francese gli affida un'importante missione presso lo zio Ferdinando I di Bulgaria, ma questa non sortisce i risultati sperati e Sofia entra in guerra a fianco degli Imperi centrali.

### Ultimi anni e morte

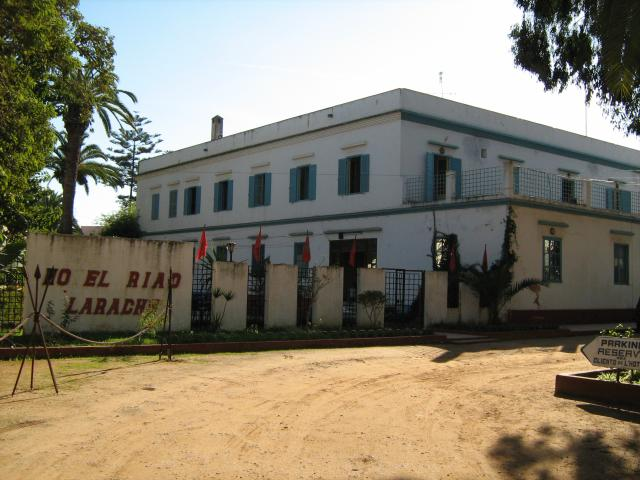
Villa Guisa a Larache

Nel 1926 Giovanni di Guisa diviene pretendente al trono e si trova immediatamente dinanzi a gravi problemi politici dal momento che il papa Pio XI vieta ai cattolici di sostenere Charles Maurras e l'Action française, i più importanti sostenitori della monarchia e della famiglia d'Orléans.
Il principe Giovanni morì il 25 agosto 1940 a Larache.
Alla sua morte la pretesa al trono di Francia passò al figlio Enrico VI.

## Discendenza

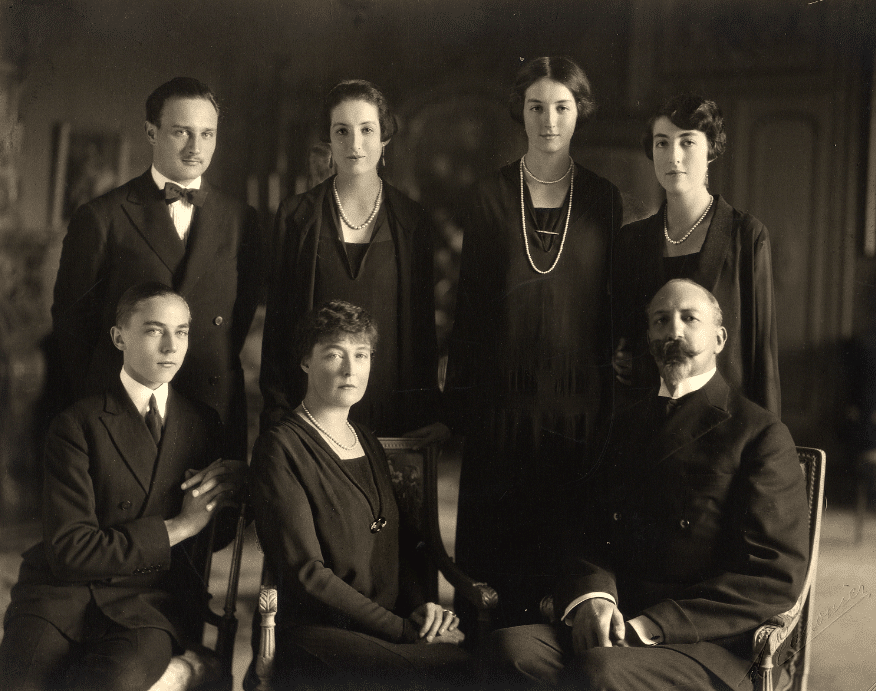
Giovanni di Guisa, Isabella d'Orléans ed i loro figli nel 1925

Giovanni e Isabella d'Orléans ebbero quattro figli:
- Isabella d'Orléans (1900-1983) che sposa il conte Bruno d'Harcourt (1899-1930) e, rimasta vedova, il principe Pierre Murat (1900-1948);
- Francesca d'Orléans (1902-1953) che sposa Cristoforo di Grecia (1889-1940), figlio di re Giorgio I di Grecia;
- Anna di Francia (1906-1986) che sposa il cugino Amedeo di Savoia-Aosta, duca d'Aosta e  viceré d'Etiopia;
- Enrico VI, "conte di Parigi" e pretendente al trono di Francia e di Navarra che sposa la cugina Isabella d'Orléans-Braganza.

## Ascendenza
|                               |                          |                                            | Genitori                                     |  |  | Nonni |  |  | Bisnonni                 |  |  | Trisnonni                           |  |
|                               |                          |                                            |                                              |  |  |       |  |  | Luigi Filippo di Francia |  |  | Luigi Filippo II di Borbone-Orléans |  |
|                               |                          |                                            |                                              |  |  |       |  |  | Luigi Filippo di Francia |  |  | Luigi Filippo II di Borbone-Orléans |  |
|                               |                          | Luisa Maria Adelaide di Borbone-Penthièvre |                                              |  |  |       |  |  | Luigi Filippo di Francia |  |  |                                     |  |
| Ferdinando Filippo d'Orléans  |                          |                                            |                                              |  |  |       |  |  | Luigi Filippo di Francia |  |  |                                     |  |
|                               |                          | Maria Amalia delle Due Sicilie             | Ferdinando I delle Due Sicilie               |  |  |       |  |  |                          |  |  |                                     |  |
|                               |                          | Maria Amalia delle Due Sicilie             | Ferdinando I delle Due Sicilie               |  |  |       |  |  |                          |  |  |                                     |  |
|                               |                          | Maria Amalia delle Due Sicilie             | Maria Carolina d'Asburgo-Lorena              |  |  |       |  |  |                          |  |  |                                     |  |
| Roberto d'Orléans             |                          | Maria Amalia delle Due Sicilie             |                                              |  |  |       |  |  |                          |  |  |                                     |  |
|                               |                          | Federico Ludovico di Meclemburgo-Schwerin  | Federico Francesco I di Meclemburgo-Schwerin |  |  |       |  |  |                          |  |  |                                     |  |
|                               |                          | Federico Ludovico di Meclemburgo-Schwerin  | Federico Francesco I di Meclemburgo-Schwerin |  |  |       |  |  |                          |  |  |                                     |  |
|                               |                          | Federico Ludovico di Meclemburgo-Schwerin  | Luisa di Sassonia-Gotha-Altenburg            |  |  |       |  |  |                          |  |  |                                     |  |
| Elena di Meclemburgo-Schwerin |                          | Federico Ludovico di Meclemburgo-Schwerin  |                                              |  |  |       |  |  |                          |  |  |                                     |  |
|                               |                          | Carolina Luisa di Sassonia-Weimar-Eisenach | Carlo Augusto di Sassonia-Weimar-Eisenach    |  |  |       |  |  |                          |  |  |                                     |  |
|                               |                          | Carolina Luisa di Sassonia-Weimar-Eisenach | Carlo Augusto di Sassonia-Weimar-Eisenach    |  |  |       |  |  |                          |  |  |                                     |  |
|                               |                          | Carolina Luisa di Sassonia-Weimar-Eisenach | Luisa Augusta d'Assia-Darmstadt              |  |  |       |  |  |                          |  |  |                                     |  |
| Giovanni d'Orléans            |                          | Carolina Luisa di Sassonia-Weimar-Eisenach |                                              |  |  |       |  |  |                          |  |  |                                     |  |
|                               | Luigi Filippo di Francia | Luigi Filippo II di Borbone-Orléans        |                                              |  |  |       |  |  |                          |  |  |                                     |  |
|                               | Luigi Filippo di Francia | Luigi Filippo II di Borbone-Orléans        |                                              |  |  |       |  |  |                          |  |  |                                     |  |
|                               | Luigi Filippo di Francia | Luisa Maria Adelaide di Borbone-Penthièvre |                                              |  |  |       |  |  |                          |  |  |                                     |  |
| Francesco d'Orléans           | Luigi Filippo di Francia |                                            |                                              |  |  |       |  |  |                          |  |  |                                     |  |
|                               |                          | Maria Amalia delle Due Sicilie             | Ferdinando I delle Due Sicilie               |  |  |       |  |  |                          |  |  |                                     |  |
|                               |                          | Maria Amalia delle Due Sicilie             | Ferdinando I delle Due Sicilie               |  |  |       |  |  |                          |  |  |                                     |  |
|                               |                          | Maria Amalia delle Due Sicilie             | Maria Carolina d'Asburgo-Lorena              |  |  |       |  |  |                          |  |  |                                     |  |
| Francesca Maria d'Orléans     |                          | Maria Amalia delle Due Sicilie             |                                              |  |  |       |  |  |                          |  |  |                                     |  |
|                               |                          | Pietro I del Brasile                       | Giovanni VI del Portogallo                   |  |  |       |  |  |                          |  |  |                                     |  |
|                               |                          | Pietro I del Brasile                       | Giovanni VI del Portogallo                   |  |  |       |  |  |                          |  |  |                                     |  |
|                               |                          | Pietro I del Brasile                       | Carlotta Gioacchina di Borbone-Spagna        |  |  |       |  |  |                          |  |  |                                     |  |
| Francesca del Brasile         |                          | Pietro I del Brasile                       |                                              |  |  |       |  |  |                          |  |  |                                     |  |
|                               |                          | Maria Leopoldina d'Asburgo-Lorena          | Francesco II d'Asburgo-Lorena                |  |  |       |  |  |                          |  |  |                                     |  |
|                               |                          | Maria Leopoldina d'Asburgo-Lorena          | Francesco II d'Asburgo-Lorena                |  |  |       |  |  |                          |  |  |                                     |  |
|                               |                          | Maria Leopoldina d'Asburgo-Lorena          | Maria Teresa di Borbone-Napoli               |  |  |       |  |  |                          |  |  |                                     |  |
|                               |                          | Maria Leopoldina d'Asburgo-Lorena          |                                              |  |  |       |  |  |                          |  |  |                                     |  |

## Opere
- Sous le Danebrog: souvenirs de la vie militaire en Danemark 1894-1899, Éditions Calmann Lévy, Parigi, 1900. ISBN non esistente
- Éphémérides militaires du Nouvion-en-Thiérache, de 1789 à 1871, E. Dubois, Parigi, 1902. ISBN non esistente
- Les Légions de l'Espérance et de l'Athénée à Turin, 1799-1801, E. Dubois, Parigi, 1902. ISBN non esistente
- Un village andalou sous le premier Empire, pendant l'occupation française, E. Dubois, Parigi, 1902. ISBN non esistente
- Les Anciens lieux-dits de la commune du Nouvion-en-Thiérache, E. Dubois, Parigi, 1903. ISBN non esistente
- Les Seigneurs du Nouvion-en-Thiérache, 1147-1790, E. Dubois, Parigi, 1906. ISBN non esistente
- Paroles royales. Lettres et manifestes de Mgr le duc de Guise, 1933 ISBN non esistente
- Manifeste du duc de Guise, 1933 ISBN non esistente